# Rova 9

Čtvrtí v Tel Avivu

Rova 9 (hebrejsky: רובע 9, doslova Čtvrť 9)  je čtvrť v jihovýchodní části Tel Avivu v Izraeli. Jde o jednu z devíti správních a administrativních čtvrtí města. Tel Aviv je zároveň rozčleněn na sedm samosprávných obvodů, jejichž hranice se se správním dělením zčásti překrývají. V tomto případě je čtvrť Rova 9 rozdělena na samosprávné obvody Rova Mizrach a Rova Darom Mizrach.